# Mit beiden Beinen im Himmel – Begegnung mit einem Flugkapitän
Mit beiden Beinen im Himmel – Begegnung mit einem Flugkapitän ist ein Dokumentarfilm des DEFA-Studios für Dokumentarfilme von Winfried Junge aus dem Jahr 1968.

## Handlung
Zur Geburtstagsfeier seines Vaters in Mylau bei Reichenbach im Vogtland findet sich auch der älteste Sohn Günter Schneider ein. Er ist der einzige von fünf Brüdern und zwei Schwestern, der weit entfernt arbeitet, und hat deshalb zu Hause Narrenfreiheit. Günter Schneider ist als Flugkapitän bei der Interflug beschäftigt. Ursprünglich wollte er Lokomotivführer werden und erlernte deshalb den Beruf eines Lokomotivschlossers. Anschließend meldete er sich freiwillig zur Nationalen Volksarmee und wurde dort zum Piloten ausgebildet. Jetzt ist er im Alter von 36 Jahren bereits einer der fähigsten Flugkapitäne der Interflug.
Der Film zeigt einen Arbeitstag Günter Schneiders auf dem Flug nach Moskau und wird durch Berichte über verschiedene andere seiner Aktivitäten unterbrochen. Der Tag beginnt mit dem Besuch beim meteorologischen Dienst des Flughafens Berlin Schönefeld, dann geht es zum Flugzeug, einer Iljuschin Il-18 mit dem Kennzeichen DM-STC. Dort trifft er seine Mannschaft, die auch vorgestellt wird. Dann beginnen die Vorbereitungen für den Flug, und schon treffen die Passagiere ein. Die Triebwerke werden gestartet und es kann losgehen. Die Gespräche im Cockpit und im Tower werden gezeigt. Ausschnitte aus einer Versammlung der Piloten werden vorgeführt, wo er die Verantwortlichen durch kritische Fragen in Verlegenheit bringt. Es geht darum, dass Entscheidungen nicht nur von Einzelnen getroffen werden dürfen, sondern die beteiligt werden müssen, die es betrifft. Zurück im Flugzeug wird gerade die sowjetische Staatsgrenze überflogen und Günter Schubert meldet sich an. Nachdem eine Stewardess für die Besatzung Kaffee gebracht hatte, werden erst einmal die Zigaretten angesteckt, was zu dieser Zeit noch erlaubt war.
In einem Einspieler wird gezeigt, dass die Il-18 auch mit zwei ausgefallenen Triebwerken auf einer Seite noch fliegen kann. Die Landung erfolgte dann mit einem ausgeschalteten Triebwerk. Diese Aufnahmen wurden natürlich ohne Passagiere gemacht und von einer fest installierten Kamera im Cockpit sowie aus einem parallel fliegenden Flugzeug aufgenommen. Der gleiche Ausschnitt zeigt Günter Schneider in seiner Funktion als Fluglehrer. Hier wird er bei der Arbeit mit drei Flugschülern beobachtet, in der Theorie und der Praxis.
Landung in Moskau im Schnee. Hier trifft er seinen ehemaligen sowjetischen Fluglehrer Minajew von der Aeroflot, der gerade aus Kairo eingetroffen ist und mit dem er sich natürlich ohne Probleme auf Russisch unterhält. Beide freuen sich gemeinsam darauf, auf die neuen strahlgetriebenen Flugzeuge umzulernen.

## Produktion und Veröffentlichung
Dieser Schwarzweißfilm wurde unter den Arbeitstiteln: Ich fliege für INTERFLUG und  Flugkapitän Günter Schneider, Deutsche Demokratische Republik (DDR) gedreht. Die Premiere fand am 28. Juni 1968 in Berlin statt. Im Fernsehen der DDR wurde der Film am 7. Oktober 1968 gesendet.
Der Film erschien 2019 in der Edition Jenseits von Golzow zusammen mit 14 weiteren Dokumentarfilmen von Winfried Junge bei Absolut Medien auf DVD.

## Auszeichnungen
- 1968: Internationale Leipziger Dokumentar- und Kurzfilmwoche für Kino und Fernsehen: Silberne Taube[1]